# Inguna Minusa
Inguna Minusa (Riga, URSS, 17 de agosto de 1977) es una deportista letona que compitió en voleibol, en la modalidad de playa. Ganó una medalla de oro en el Campeonato Mundial de Vóley Playa de 2009.

## Palmarés internacional
| Campeonato Europeo | Campeonato Europeo | Campeonato Europeo | Campeonato Europeo |
| Año                | Lugar              | Medalla            | Pareja             |
| ------------------ | ------------------ | ------------------ | ------------------ |
| 2009               | Sochi (Rusia)      | Medalla de oro     | Inese Jursone      |